# Скрупул
Скрупул (лат. scrupulum от scrupulus — маленький острый камешек) — античная весовая единица.

## В Древнем Риме
В Древнем Риме скрупул равнялся 1/24 унции или 1/288 либры (что соответствует 1,137 г). Символ скрупула — ℈. В скрупулах обычно определялся, например, вес римских серебряных монет: вес сестерция — 1 скрупул, денария — 4 скрупула и т. д. 
Кроме того, скрупулом (или квадратной децемпедой) в Древнем Риме называлась единица измерения площади, равная 1/288 югера.

## Как аптечная единица измерения
Скрупулом также называлась вышедшая из употребления аптечная единица измерения массы и объёма, равная 20 гранам или 1/3 драхмы. Русский аптекарский скрупул равнялся 1,244 г, в английской системе мер 1 скрупул = 1,295 978 196 048 120 г.

## Переносное значение
Во многих европейских языках (романских, германских, славянских) сохранилось образованное от скрупула слово «скрупулёзность», означающее чрезвычайную точность, тщательность и аккуратность в мелочах (например, в английском прилагательное скрупулёзный — scrupulous, во французском — scrupuleux).